# Repressalier
Repressalier är i folkrättslig mening påtryckningar på en stat som har brutit mot folkrätten. Repressalier innebär åtgärder eller hot om åtgärder som normalt inte är folkrättsligt tillåtna. Som en sista åtgärd kan de ändå tillåtas efter förvarning, om repressalierna är till för att motparten ska upphöra med sina åtgärder, om repressalierna är i proportion till det ursprungliga brottet och om repressalierna upphör när det ursprungliga brottet upphör.